# 3460 Ashkova
3460 Ashkova este un asteroid din centura principală, descoperit pe 31 august 1973 de Tamara Smirnova.